# Mitja Leskovar

Erzbischofswappen von Mitja Leskovar

Mitja Leskovar (* 3. Januar 1970 in Kranj, Jugoslawien) ist ein slowenischer Geistlicher, römisch-katholischer Erzbischof und Diplomat des Heiligen Stuhls.

## Leben
Nach dem Studium der Philosophie und der Katholischen Theologie am Priesterseminar in Ljubljana empfing Mitja Leskovar am 29. Juni 1995 im Dom St. Nikolaus durch den Erzbischof von Ljubljana, Alojzij Šuštar, das Sakrament der Priesterweihe. Anschließend war Leskovar für zwei Jahre als Pfarrvikar in Domžale tätig, bevor für weiterführende Studien nach Rom entsandt wurde. 1999 erwarb er an der Päpstlichen Universität Gregoriana ein Lizenziat und 2001 wurde er im Fach Kanonisches Recht promoviert.
Am 1. Juli 2001 trat Mitja Leskovar in den diplomatischen Dienst des Heiligen Stuhls ein. Nach der Ausbildung an der Päpstlichen Diplomatenakademie war er an der Nuntiatur in Bangladesch (2001–2003), in der Sektion für Allgemeine Angelegenheiten des Staatssekretariats (2003–2014) und an der Nuntiatur in Deutschland (2015–2018) tätig. Zuletzt war er Nuntiaturrat an der Nuntiatur in Indien.
Am 1. Mai 2020 ernannte ihn Papst Franziskus zum Titularerzbischof von Beneventum und zum Apostolischen Nuntius im Irak. Der emeritierte Präfekt der Kongregation für die Institute geweihten Lebens und für die Gesellschaften apostolischen Lebens, Franc Kardinal Rodé CM, spendete ihm am 8. August desselben Jahres im Dom St. Nikolaus in Ljubljana die Bischofsweihe; Mitkonsekratoren waren der Apostolische Nuntius in Slowenien, Erzbischof Jean-Marie Speich, und der Erzbischof von Ljubljana, Stanislav Zore OFM.
Am 16. April 2024 ernannte ihn Papst Franziskus zum Apostolischen Nuntius in der Demokratischen Republik Kongo.

## Ehrungen und Auszeichnungen
- 2019: Verdienstkreuz 1. Klasse des Verdienstordens der Bundesrepublik Deutschland[4]